# Näsby gård, Botkyrka kommun

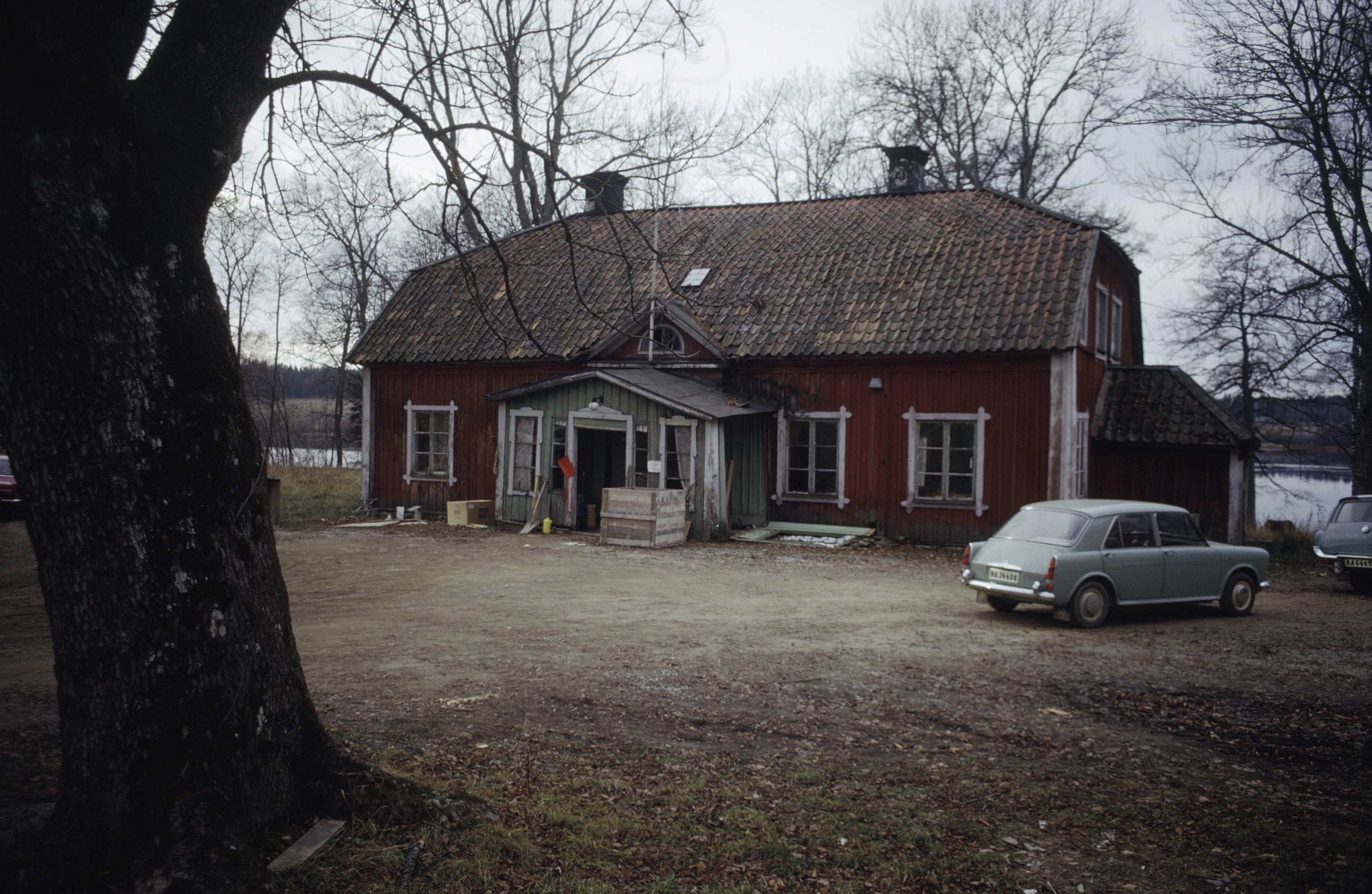
Näsby gårds huvudbyggnad 1964.

Näsby var ett säteri och en herrgård i Botkyrka socken, nuvarande Botkyrka kommun, Stockholms län. Gården låg på en udde intill Prästviken på nordöstra sidan av sjön Aspen. 1965 uppfördes fångvårdsanstalten Asptuna på udden och på 1970-talets revs gårdens huvudbyggnad.

## Historik

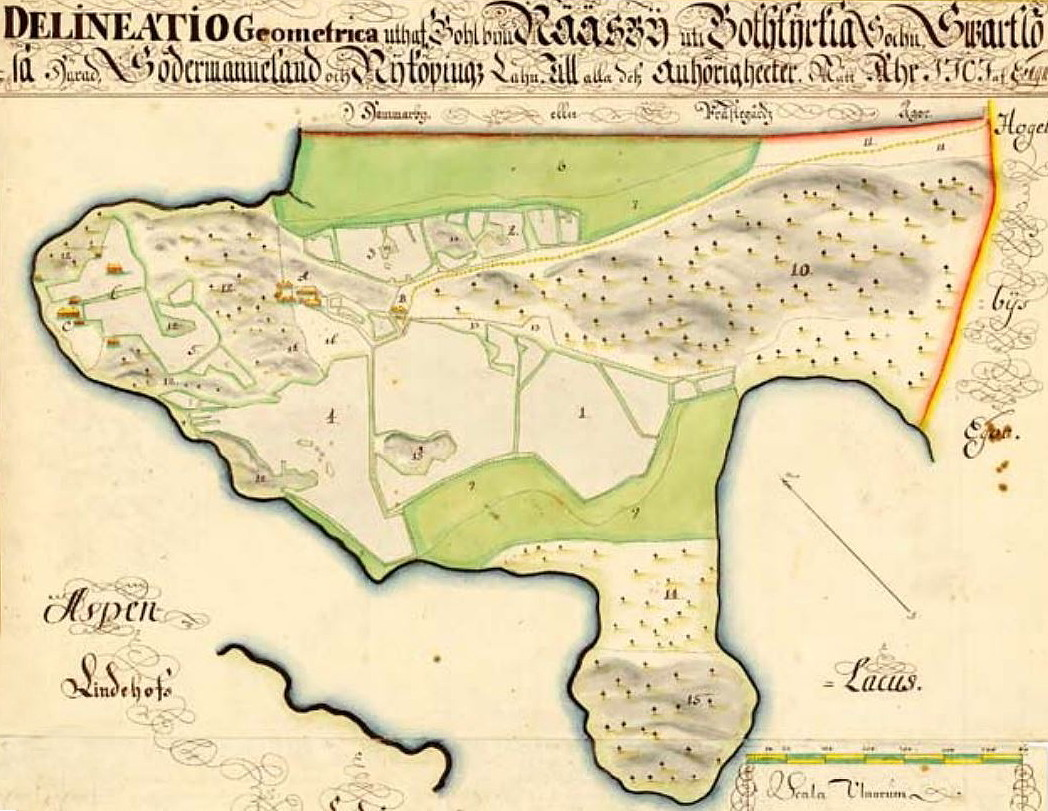
Näsbys ägor uppmätta 1707 i samband med säteribildningen.

Näsby (byn på näset) är omnämnt redan från 1300-talet, och ett gravfält från järnåldern alldeles i närheten pekar på att människor har bott här sedan 800- och 900-talen.
Näsbys gamla bytomt ligger ett hundratal meter sydost om Asptunaanläggningen och genomkorsas numera av motorvägen E4 / E20. I omgivningen finns även stensättningar och fossila åkrar.
På en karta från 1707 redovisas bebyggelse på gamla tomten samt den nya sätesgården längst ut på udden. På nästa karta från 1757 är bytomten övergiven. Näsbys ägor gränsade i norr mot Hammarby, i söder mot Hågelby och i väster vidtog Aspen. Till egendomen hörde det numera försvunna torpet Ursvik samt udden som idag kallas Ekholmen och är sedan 1999 ett naturreservat.
På 1680-talet var Näsby ett säteri som tillhörde släkterna Bonde och Banér. På 1760-talet ägdes Näsby av friherren Carl Fredrik von Höpken. Gården blev därefter lagmansboställe. På 1860-talet drogs bostället in och arrenderades ut. År 1903 förvärvade Stockholms stad delar av gårdens markinnehav och integrerade det tillsammans med granngården Hammarby i Bornsjöegendomarna.

## Byggnaden

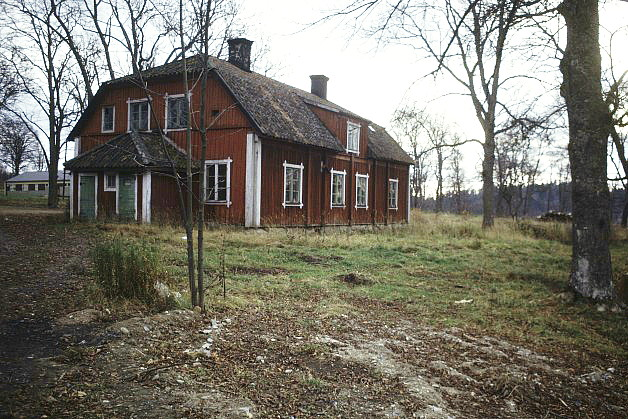
Näsby gårds huvudbyggnad 1964.

Huvudbyggnaden syns första gången på kartan från 1707 (litt. C). Där framgår en symmetrisk gårdsplan med corps de logi och två fristående flygelbyggnader. Huvudbyggnaden var ett panelat och rödmålat timmerhus i 1½ våningar under ett brutet och valmat sadeltak. Den fanns fortfarande kvar när Asptunaanstalten började byggas 1965. På 1970-talet brändes gården ner. På platsen finns sedan dess Asptunaanstaltens gräsplan.